# Le Napoléon de Notting Hill
Le Napoléon de Notting Hill (The Napoleon of Notting Hill) est un roman de G. K. Chesterton, publié en 1904.
L'histoire se déroule dans un Londres imaginaire situé en l'an 1984, soit 80 ans dans le futur au moment de la parution du roman.

## Résumé
La morne succession des rois d'Angleterre est rompue quand l'insouciant Auberon Quin monte sur le trône. Pour se distraire, le nouveau roi ne trouve rien de mieux que de créer de nouveaux costumes pour les prévôts des quartiers de Londres. Autre extravagance, Sa Majesté aime se promener dans la capitale britannique du haut d'un omnibus et en s'adressant à l'engin motorisé comme à un cheval. Tous et chacun sont bientôt excédés par les pitreries du roi, sauf Adam Wayne, un honnête jeune homme surnommé le « Napoléon de Notting Hill », qui prend très au sérieux de réussir à faire entendre à la Cour la voix du peuple. 

## Éditions/traductions
- The Napoleon of Notting Hill, Londres, Bodley Head, 1904.
- Le Napoléon de Notting Hill, trad. Jean Florence, Paris, Gallimard, N.R.F., 1912, 282 p[2].
- Le Napoléon de Notting Hill, trad. Jean Florence, Paris, Gallimard, coll. « L'imaginaire » (nº 435), 2001, 245 p.  (ISBN 2070761681)[3]